# Šluchat Kobi
Šluchat Kobi (hebrejsky: שלוחת קובי) je hora o nadmořské výšce cca 600 metrů v centrálním Izraeli, v pohoří Judské hory.
Nachází se cca 11 kilometrů jihozápadně od centra Jeruzaléma, cca 12 kilometrů východně od města Bejt Šemeš a cca 2,5 kilometry severovýchodně od obce Mevo Bejtar. Má podobu zalesněného srázu, který na východě, severu a západě obtéká hluboký kaňon vádí Nachal Refa'im, podél kterého vede železniční trať Tel Aviv-Jeruzalém. Podél západní strany kopce do Nachal Refa'im ústí boční vádí Nachal Kobi. Přes Nachal Refa'im zde vede cesta a most Gešer Kobi (גשר קובי). Hora je turisticky využívaná, vede tu Izraelská stezka. Pás strmých strání lemujících údolí Nachal Refa'im pokračuje oběma směry odtud. Na západě je to Šluchat Salmon a Har Refa'im. Na severu se táhne podobný pás vyvýšenin, který odděluje kaňon Nachal Refa'im od paralelně probíhajícího potoka Sorek. Stojí nad ním vrchy Har Salmon či Har Aminadav.